# Тегеранський інцидент
 Тегеранський інцидент — випадок переслідування НАЯ багатоцільовим винищувачем McDonnell Douglas F-4 Phantom II 18 вересня 1976 року.